# Грбови рејона Републике Алтај
Грбови рејона Републике Алтај обухвата галерију грбова административних јединица руске федералне републике Алтај, са статусом градских округа и рејона, те њихове историјске грбове (уколико их има).
Већина грбова настала је након проглашење Република Алтај 1992. године.

## Грбови округа и рејона
- Грб рејона 
 Кош-Агачскоги
- Грб рејона 
 Мајмински
- Грб рејона 
 Онгудајски
- Грб рејона 
 Турочакски
- Грб рејона 
 Улагански
- Грб рејона 
 Уст-Кански
- Грб рејона 
  Уст-Коксински
- Грб рејона 
 Чемаљски
- Грб рејона 
  Чојски
- Грб рејона 
  Шебалински